# ESTDCU

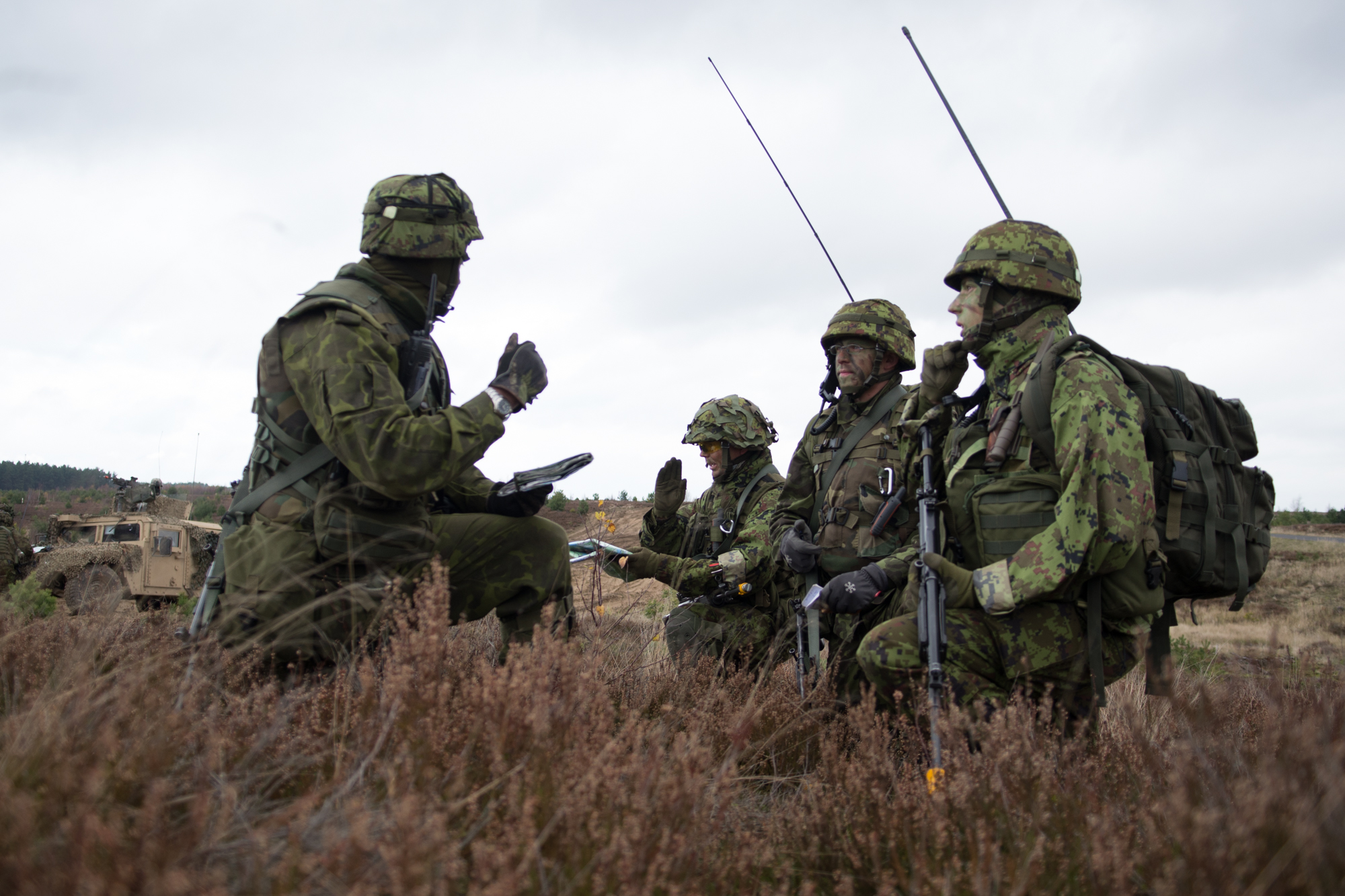
Truppe estoni in esercitazione con indosso la ESTDCU

La sigla ESTDCU (in lingua inglese Estonian Digital Camo Uniform, "uniforme mimetica digitale estone") indica un particolare tipo di schema mimetico in uso presso le forze armate dell'Estonia (Eesti kaitsevägi). I primi test di utilizzo di questo particolare mimetismo risalgono al 2006, ed ora sta lentamente rimpiazzando i vecchi pattern di derivazione russa ancora in utilizzo. I materiali utilizzati sono trattati per essere anti infrarossi (ir), ovvero non sono rilevabili attraverso i dispositivi che leggono l'infrarosso.
Nel 2006 è stata introdotta una versione desertica con pixel sparsi in colorazione marrone e grigia su sfondo sabbioso.

## Schema e progettazione
La Repubblica estone (Eesti Vabariik) fu occupata dall'unione sovietica tra il 1944 e il 1991, quando era parte integrante dell'Unione Sovietica. Pochi anni dopo aver riottenuto l'indipendenza nel 1991, entrò nel Trattato Nordatlantico (Nato/Otan) nel 2004 e nello stesso anno anche nell'Unione europea. Le forze armate estoni (Kaitsevägi) sono composte da Esercito (Eesti maavägi), Aviazione (Eesti õhuvägi), Marina (Eesti merevägi) e dalla "Lega di difesa" (Kaitseliit), una forza paramilitare con compiti ed organizzazione simili ad una guardia nazionale.
Inizialmente le forze armate estoni adottarono pattern mimetici di stampo russo-sovietico, a causa della lunga storia comune con essi, ma ultimamente l'Estonia si è diretta verso l'"Era digitale" dei mimetismi e venne così adottata una versione pixellata progettata in loco.
Il pattern ha una forte somiglianza al corrispettivo canadese chiamato CaDPat (Canadian Disruptive Pattern), possiede infatti pixel neri, verde oliva e color ruggine su di uno sfondo verde chiaro. Lo sviluppo iniziò nel 2005 quando Andres Lüll venne incaricato dal Ministero della Difesa estone di ricercare un nuovo tipo di mimetismo per le forze armate di quel Paese.